# Didi Senft

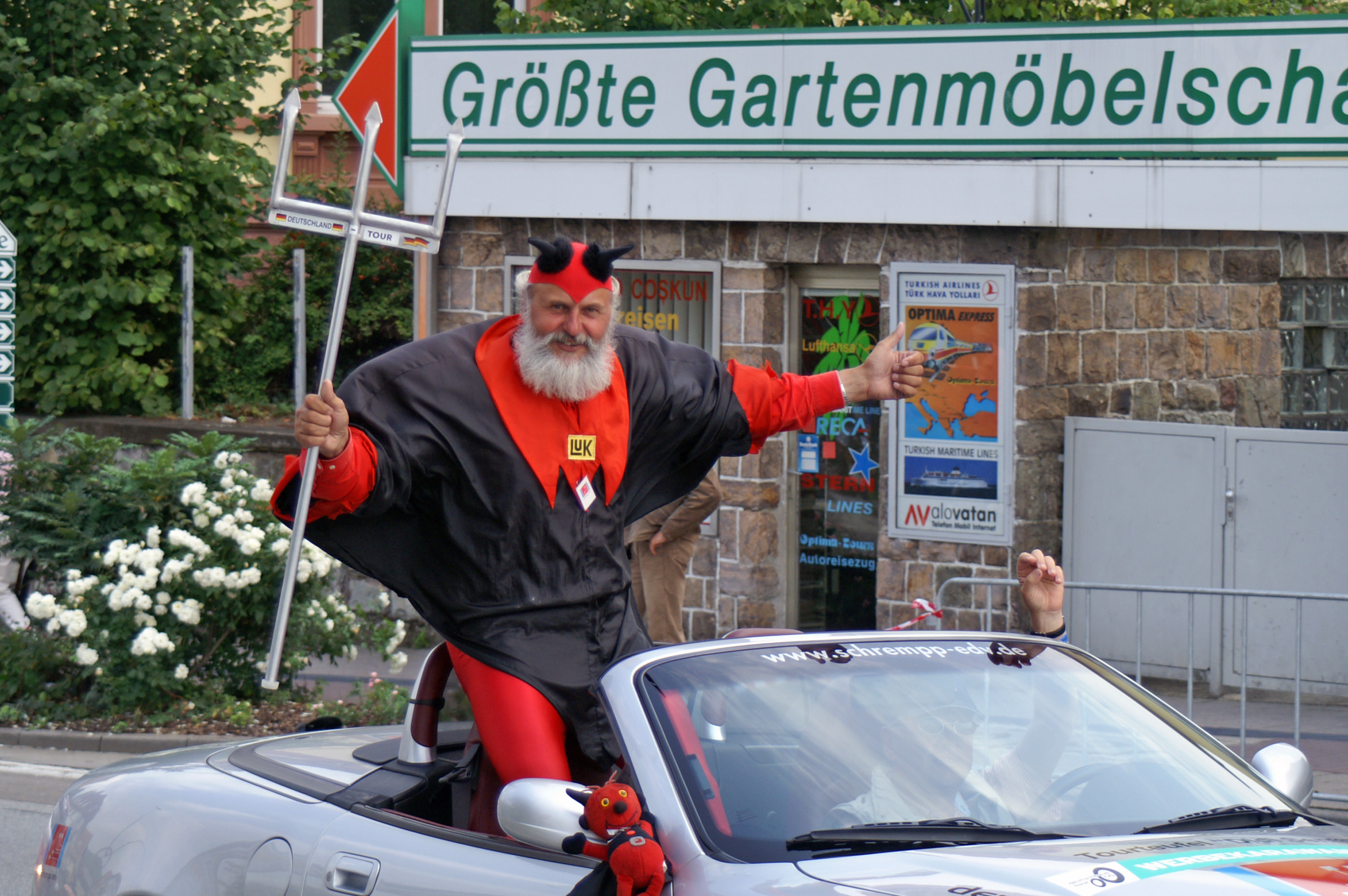
Didi Senft vid cykelloppet Tyskland runt

Dieter "Didi" Senft, född den 7 februari 1952 i Reichenwalde, Brandenburg, Östtyskland, är en cykelsportentusiast som vid bland annat Tour de France uppträder klädd i djävulsdräkt. Senft har en bakgrund som tävlingscyklist på amatörnivå och blev flerfaldig distriktsmästare under DDR.
Sedan 1992 är Senft, som går under smeknamnet El Diablo, ett välkänt inslag på den internationella cykelportscenen. Han är även uppfinnare och är omnämnd i Guinness rekordbok som konstruktör av världens största cykel.
Senft driver sedan 2004 Museum für Fahrradkuriositeten i Storkow öster om Berlin i Brandenburg, Tyskland, där samtliga hans 17 registrerade världsrekordcyklar samt ytterligare ett hundratal av hans egna konstruktioner finns utställda.

## Galleri

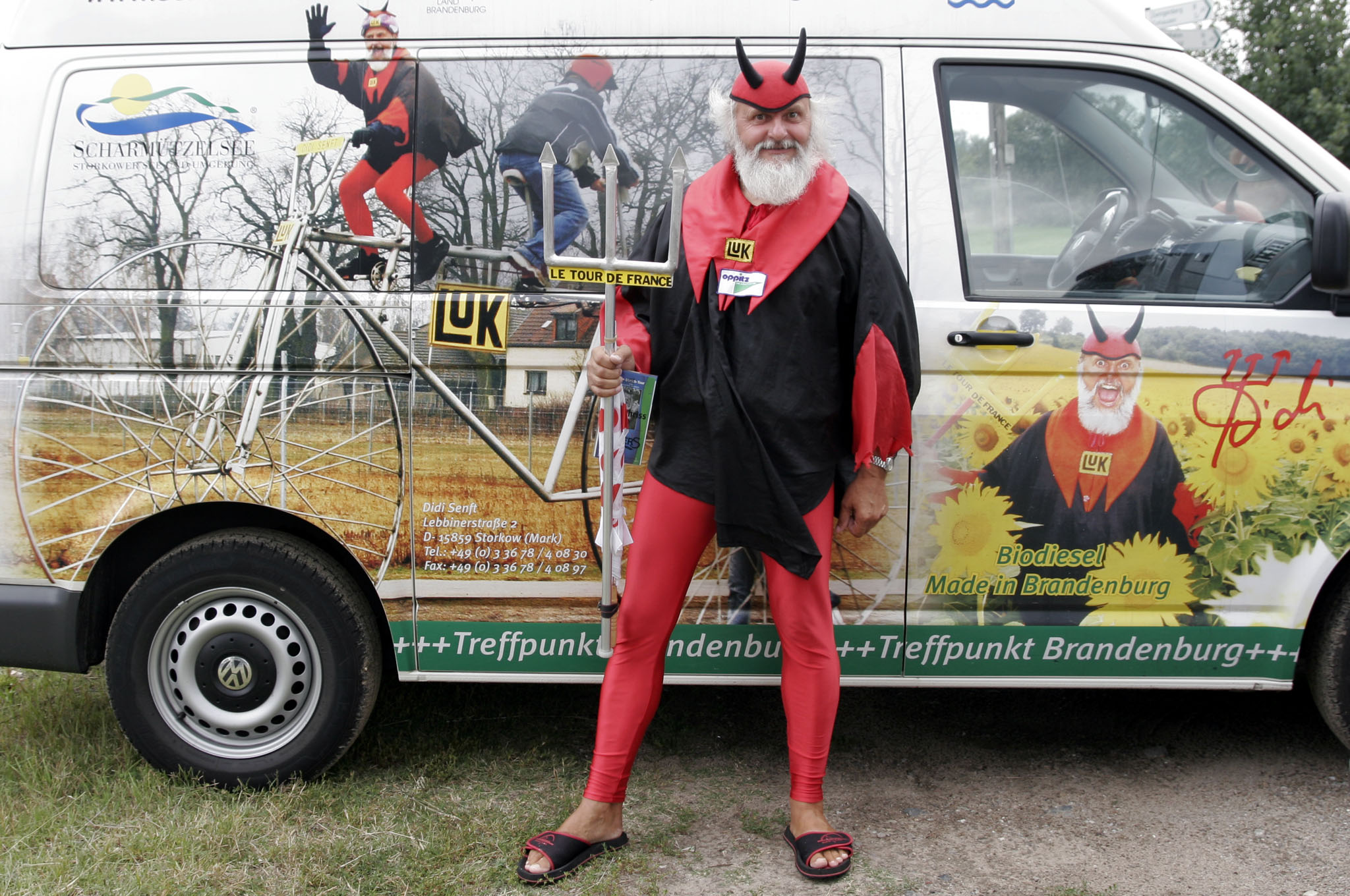
Didi Senft framför sin turnébuss
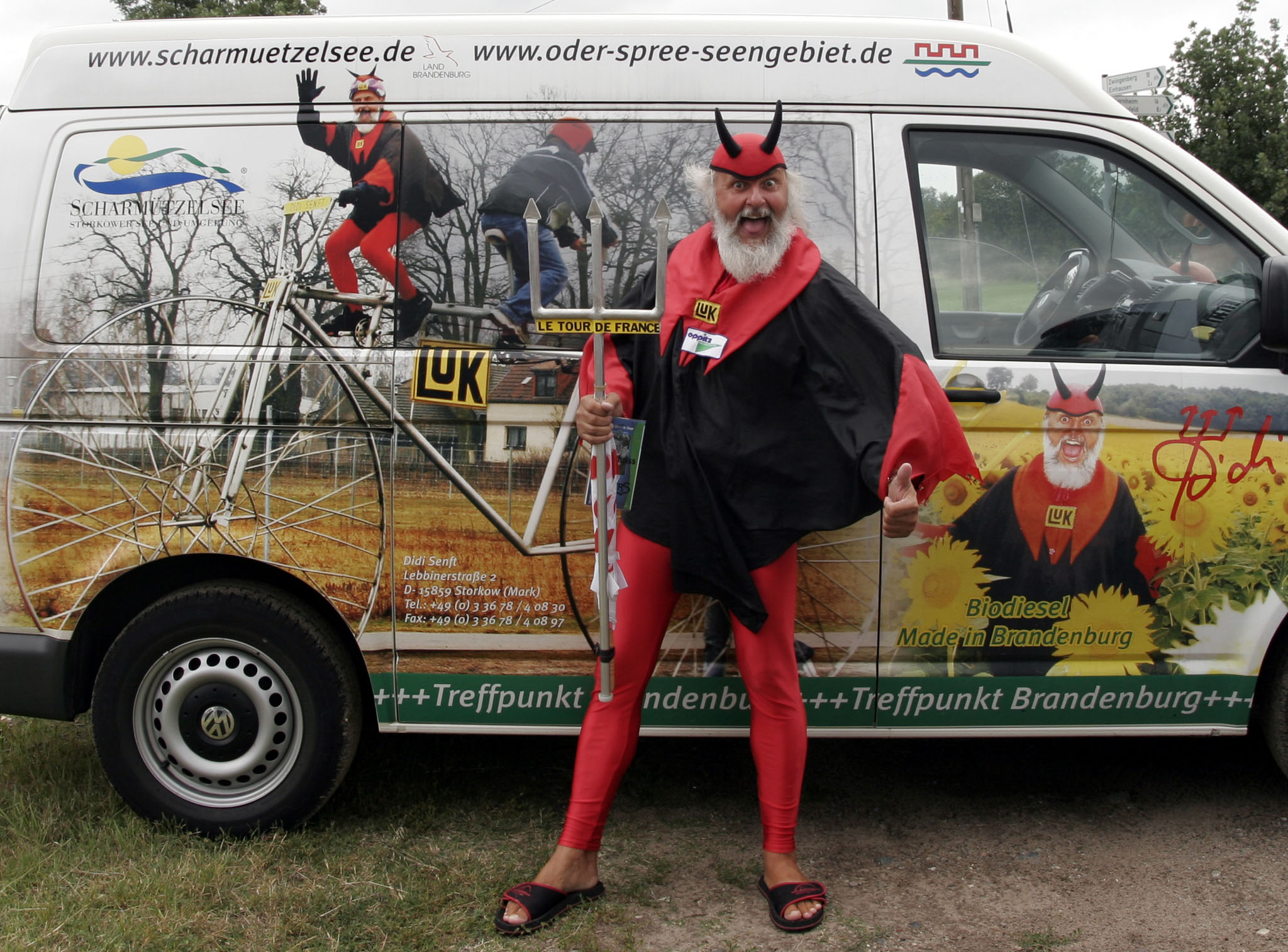
Didi Senft framför sin turnébuss
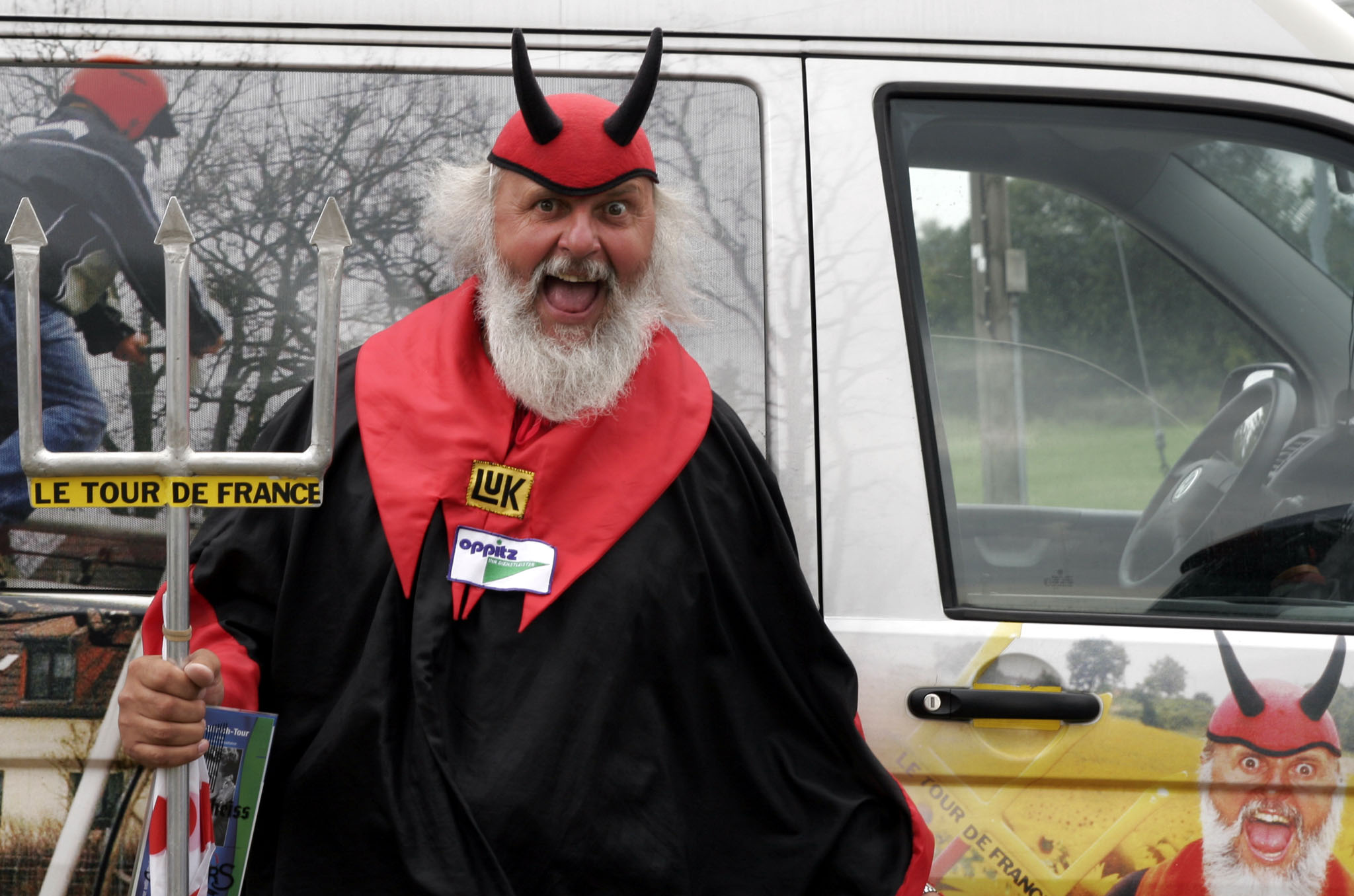
Didi Senft framför sin turnébuss
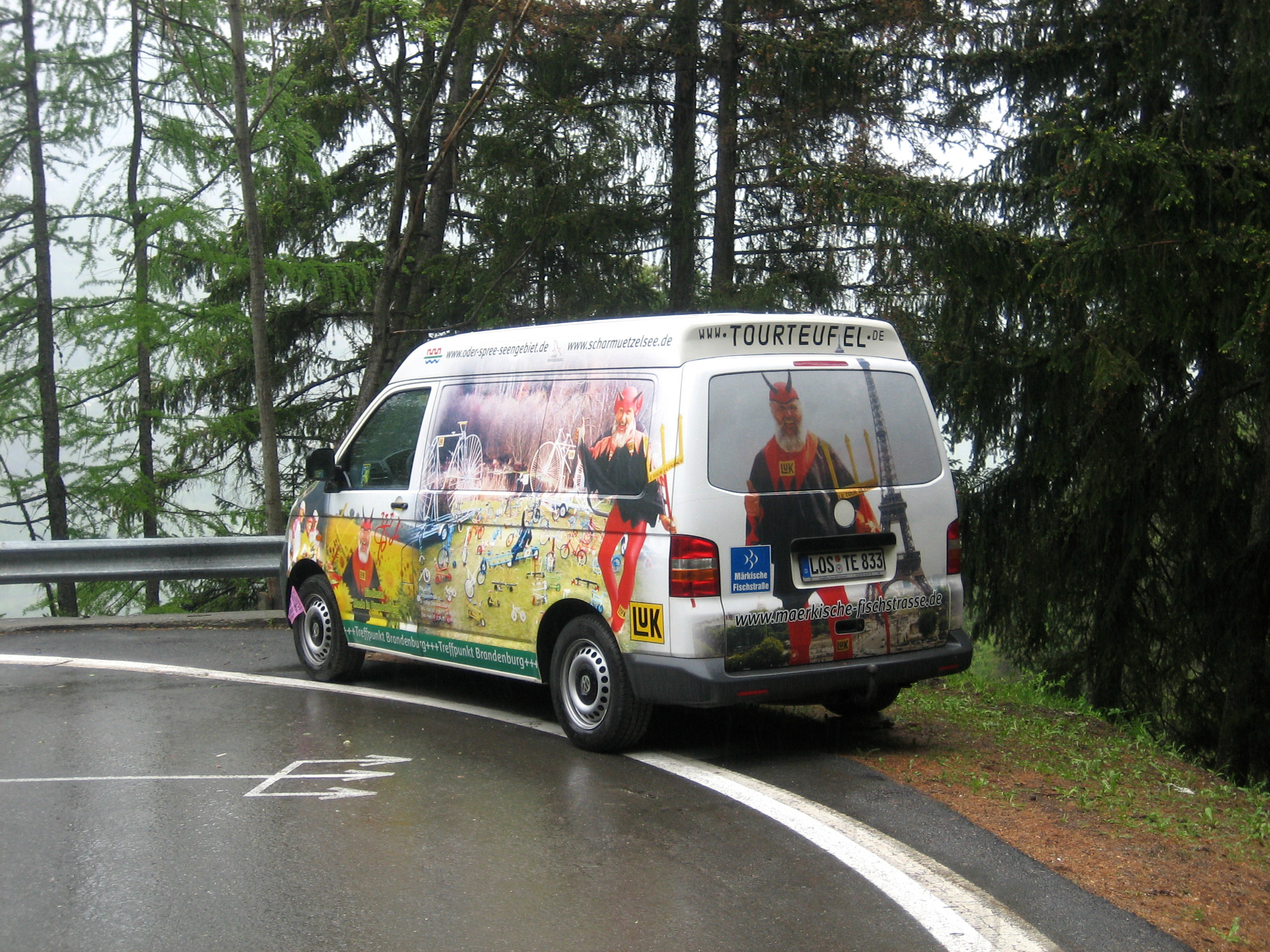
Didi Senfts turnébuss